# Mistrzostwa Europy w Lekkoatletyce 2018 – sztafeta 4 × 400 m kobiet
Sztafeta 4 × 400 metrów kobiet – jedna z konkurencji biegowych rozegranych podczas lekkoatletycznych mistrzostw Europy w Berlinie.
Tytułu mistrzowskiego z poprzednich mistrzostw broniła reprezentacja Holandii.

## Terminarz
| Data        | Godzina |            |
| ----------- | ------- | ---------- |
| 10 sierpnia | 13:40   | Eliminacje |
| 11 sierpnia | 21:50   | Finał      |

## Rekordy
Tabela prezentuje rekord świata, rekord Europy, najlepsze osiągnięcie na Starym Kontynencie, a także najlepszy rezultat na świecie w sezonie 2018 przed rozpoczęciem mistrzostw.
|                                        | Zawodnik                                                                              | Wynik   | Miejsce    | Data                     |
| -------------------------------------- | ------------------------------------------------------------------------------------- | ------- | ---------- | ------------------------ |
| Rekord świata                          | ZSRR · (Tatjana Ledowska, Olga Nazarowa, Marija Pinigina, Olha Bryzhina)              | 3:15,17 | Seul       | 1 października 1988(dts) |
| Rekord Europy                          | ZSRR · (Tatjana Ledowska, Olga Nazarowa, Marija Pinigina, Olha Bryzhina)              | 3:15,17 | Seul       | 1 października 1988(dts) |
| Rekord mistrzostw Europy               | NRD · (Kirsten Emmelmann, Sabine Busch, Petra Müller, Marita Koch)                    | 3:16,87 | Stuttgart  | 31 sierpnia 1986(dts)    |
| Najlepszy wynik na świecie w 2018 roku | Jamajka · (Christine Day, Anastasia Le-Roy, Janeive Russell, Stephenie Ann McPherson) | 3:24,00 | Gold Coast | 14 kwietnia 2018(dts)    |
| Najlepszy wynik w Europie w 2018 roku  | Francja · (Elea-Mariama Diarra, Cynthia Anaïs, Déborah Sananes, Floria Gueï)          | 3:25,91 | Londyn     | 14 lipca 2018(dts)       |

## Rezultaty

### Eliminacje
Awans: Trzy najszybsze sztafety z każdego biegu (Q) oraz dwie z najlepszymi czasami wśród przegranych (q).

Źródło: european-athletics.org
| Poz. | Bieg | Tor | Reprezentacja   | Zawodniczki                                                                            | Czas    | Uwagi     |
| ---- | ---- | --- | --------------- | -------------------------------------------------------------------------------------- | ------- | --------- |
| 1.   | 1    | 3   | Włochy          | Maria Benedicta Chigbolu, Ayomide Folorunso, Raphaela Lukudo, Libania Grenot           | 3:27,63 | Q,        |
| 2.   | 1    | 4   | Wielka Brytania | Zoey Clark, Finette Agyapong, Mary Abichi, Emily Diamond                               | 3:28,12 | Q         |
| 3.   | 2    | 4   | Polska          | Małgorzata Hołub-Kowalik, Patrycja Wyciszkiewicz, Natalia Kaczmarek, Martyna Dąbrowska | 3:28,52 | Q         |
| 4.   | 2    | 5   | Francja         | Elea Diarra, Agnès Raharolahy, Déborah Sananes, Estelle Perrossier                     | 3:27,69 | Q         |
| 5.   | 2    | 6   | Belgia          | Camille Laus, Cynthia Bolingo Mbongo, Justien Grillet, Hanne Claes                     | 3:30,62 | Q         |
| 6.   | 1    | 5   | Niemcy          | Nadine Gonska, Corinna Schwab, Karolina Pahlitzsch, Hannah Mergenthaler                | 3:31,77 | Q,        |
| 7.   | 2    | 7   | Rumunia         | Andrea Miklós, Cristina Balan, Sanda Belgyan, Bianca Răzor                             | 3:31,95 | q,        |
| 8.   | 1    | 2   | Słowacja        | Emma Zapletalová, Iveta Putalová, Daniela Ledecká, Alexandra Bezeková                  | 3:32,11 | q,        |
| 9.   | 2    | 1   | Szwecja         | Matilda Hellqvist, Moa Hjelmer, Josefin Magnusson, Lisa Duffy                          | 3:32,61 | SB        |
| 10.  | 1    | 6   | Szwajcaria      | Fanette Humair, Robine Schürmann, Rachel Pellaud, Yasmin Giger                         | 3:32,86 |           |
| 11.  | 1    | 7   | Hiszpania       | Laura Bueno, Herminia Parra, Carmen Sánchez, Aauri Bokesa                              | 3:33,18 |           |
| 12.  | 1    | 1   | Portugalia      | Rivinilda Mentai, Joceline Monteiro, Cátia Azevedo, Dorothé Évora                      | 3:33,35 | SB        |
| 13.  | 2    | 8   | Grecja          | Ánna Vasilíou, Déspina Mourtá, Evaggelía Zigóri, Iríni Vasilíou                        | 3:08,12 |           |
| 14.  | 1    | 8   | Irlandia        | Sinead Denny, Sophie Becker, Davicia Patterson, Claire Mooney                          | 3:34,69 | SB        |
| 15.  | 2    | 2   | Litwa           | Eva Misiunaite, Modesta Morauskaite, Gabija Galvydyte, Erika Kruminaite                | 3:35,96 |           |
| 16 ! | 2    | 3   | Ukraina         | Kateryna Klymjuk, Marija Mykolenko, Anastassija Bryshina, Tetjana Melnyk               | DSQ     | 170.7 (b) |

### Finał
Źródło: european-athletics.org
| Poz. | Tor | Reprezentacja   | Zawodniczy                                                                                   | Czas    | Uwagi |
| ---- | --- | --------------- | -------------------------------------------------------------------------------------------- | ------- | ----- |
| 01 ! | 5   | Polska          | Małgorzata Hołub-Kowalik, Iga Baumgart-Witan, Patrycja Wyciszkiewicz, Justyna Święty-Ersetic | 3:26,59 |       |
| 02 ! | 4   | Francja         | Elea Diarra, Déborah Sananes, Agnès Raharolahy, Floria Gueï                                  | 3:27,17 |       |
| 03 ! | 6   | Wielka Brytania | Zoey Clark, Anyika Onuora, Amy Allcock, Eilidh Doyle                                         | 3:27,40 |       |
| 4.   | 8   | Belgia          | Cynthia Bolingo Mbongo, Hanne Claes, Justien Grillet, Camille Laus                           | 3:27,69 | NR    |
| 5.   | 3   | Włochy          | Maria Benedicta Chigbolu, Ayomide Folorunso, Raphaela Lukudo, Libania Grenot                 | 3:28,62 |       |
| 6.   | 7   | Niemcy          | Nadine Gonska, Laura Müller, Karolina Pahlitzsch, Hannah Mergenthaler                        | 3:30,33 | SB    |
| 7.   | 1   | Rumunia         | Andrea Miklós, Cristina Balan, Sanda Belgyan, Bianca Răzor                                   | 3:32,15 |       |
| 8.   | 2   | Słowacja        | Emma Zapletalová, Iveta Putalová, Daniela Ledecká, Alexandra Bezeková                        | 3:32,22 |       |